# Mel Ferrer
Mel Ferrer, född Melchior Gastón Ferrer den 25 augusti 1917 i Elberon i Monmouth County, New Jersey, död 2 juni 2008 i Santa Barbara, Kalifornien, var en amerikansk skådespelare och filmregissör.

## Biografi
Mel Ferrer var son till en kubansk kirurg och en amerikansk societetsflicka. Han hoppade av universitetsstudierna för att bli skådespelare och debuterade på Broadway 1938 som dansare i en musikal. Hans filmdebut kom 1949 i Lost Boundaries. Därefter medverkade han i cirka 60 filmer och 20 TV-serier, ofta i roller som känslig, reserverad man, även om han tvingades avbryta sin karriär under några år, då han drabbades av polio.
Han var gift flera gånger - hans mest kända maka var Audrey Hepburn, med vilken äktenskapet varade 1954–1968.
Vid 90 års ålder avled Ferrer den 2 juni 2008 på sin ranch i Santa Barbara i USA.

## Filmografi i urval
- 1949 – Lost Boundaries
- 1950 – Vendetta
- 1952 – Scaramouche - de tusen äventyrens man
- 1953 – Lili
- 1956 – Krig och fred
- 1958 – Solen har sin gång
- 1962 – Den längsta dagen
- 1964 – Romarrikets fall
- 1975 – Brannigan
- 1976 – Ellery Queen, avsnitt The Adventure of the Disappearing Dagger (TV-serie)
- 1978 – Femte våningen
- 1981 – Lili Marleen
- 1981–1984 – Maktkamp på Falcon Crest (TV-serie)
- 1989 – Eye of the Widow
- 1995 – Katharina den stora (TV-film)